# Colombine rufipenne
Petrophassa rufipennis
Espèce
Statut de conservation UICN

 LC  : Préoccupation mineure
La Colombine rufipenne (Petrophassa rufipennis) est une espèce d'oiseau de la famille des Columbidae.

## Description
Elle mesure de 28 à 31 cm. Elle a un plumage brun olive. Le bec est gris foncé et les iris bruns.

## Répartition
Elle est endémique du Territoire du Nord.